# Rasmus Foged
Rasmus Foged Lauritzen er regionrådsmedlem for Alternativet i Midtjylland og har været det siden Regionsrådsvalget i 2018. Han stillede op som folketingskandidat for Alternativet i Østjylland til valget i 2019, men blev ikke valgt.
Rasmus Foged arbejder som funktionschef for straffesager ved retten i Aarhus.
Rasmus Foged stillede op som kandidat til Alternativets politiske leder den 18. december 2019 på hans facebookside.